# پاگنده (ترانه نیکی میناژ)
«پاگنده» (به انگلیسی: Big Foot) ترانه‌ای از رپر نیکی میناژ می‌باشد که در ۲۹ ژانویهٔ سال ۲۰۲۴ منتشر گردید. این اثر یک دیس‌ترک می‌باشد که در پاسخ به یکی از ابیات «هیس» اثر رپر مگان د استالین منتشر شده‌است، قطعهٔ مذکور سه روز پیش منتشر شده بود. از آن‌جایی که میناژ نتوانست بیت اولیه‌ای را که از تهیه‌کننده لیل جوجو گرفته بود به‌دست آورد، ترانهٔ منتشرشده با بیتی متفاوت نسبت به نسخهٔ اولیه‌ای که پیش‌تر نمایش داده بود، فرق می‌کند. تهیه‌کنندگی این ترانه بر عهدهٔ تیت کوبنگ و زل‌توتریل بوده‌است. «پاگنده» کار خود را با رتبهٔ ۲۳ در جدول بیلبورد هات ۱۰۰ شروع کرد. منتقدان نیز واکنش چندان مثبتی به این قطعه نشان ندادند.